# Miejscowości w Andorze

Położenie głównych miejscowości Andory

Według danych za rok 2014 w Andorze są 44 miejscowości. Stolica kraju Andora i Escaldes-Engordany liczyły ponad 10 tys. mieszkańców; 3 miejscowości z ludnością 5÷10 tys., 8 z ludnością 1÷5 tys. oraz 31 poniżej 1 tys. mieszkańców.

## Największe miejscowości w Andorze
Największe miejscowości w Andorze według liczebności mieszkańców w 2014 roku:
| L.p. | Miasto              | Parafia             | Liczba ludności |
| ---- | ------------------- | ------------------- | --------------- |
| 1.   | Andora              | Andora              | 19 620          |
| 2.   | Escaldes-Engordany  | Escaldes-Engordany  | 14 002          |
| 3.   | Sant Julià de Lòria | Sant Julià de Lòria | 7 652           |
| 4.   | Encamp              | Encamp              | 7 473           |
| 5.   | La Massana          | La Massana          | 5 037           |

## Alfabetyczna lista miejscowości w Andorze

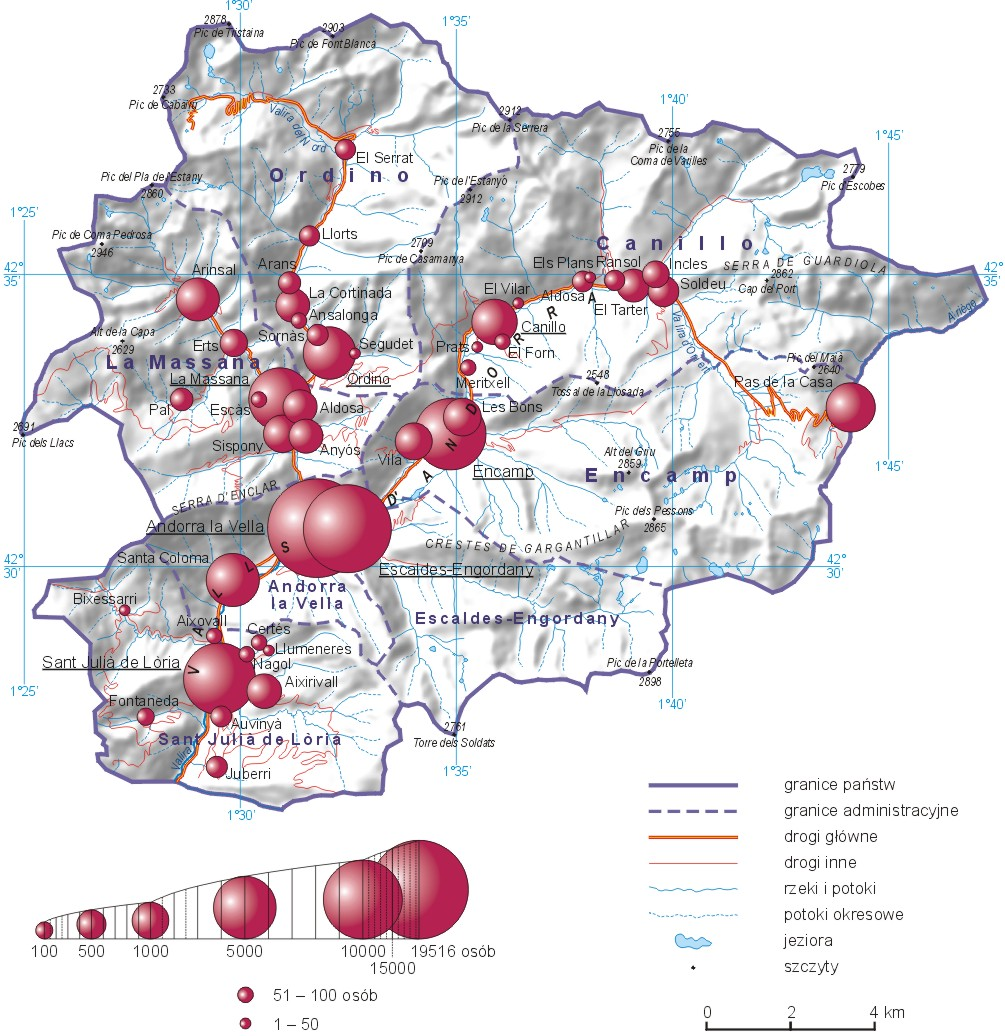
Liczba ludności w miejscowościach Andory w 2013 roku

Miejscowości Księstwa Andory z ludnością powyżej 200 mieszkańców w 2014 roku.
| L.p. | Miejscowość         | Ludność) | Parafia             |
| ---- | ------------------- | -------- | ------------------- |
| 1.   | Aixirivall          | 831      | Sant Julià de Lòria |
| 2.   | Aldosa              | 818      | La Massana          |
| 3.   | Andora              | 19 620   | Andora              |
| 4.   | Anyós               | 816      | La Massana          |
| 5.   | Arans               | 224      | Ordino              |
| 6.   | Arinsal             | 1 589    | La Massana          |
| 7.   | Auvinyà             | 208      | Sant Julià de Lòria |
| 8.   | Canillo             | 1 961    | Canillo             |
| 9.   | El Tarter           | 747      | Canillo             |
| 10.  | Encamp              | 7 473    | Encamp              |
| 11.  | Erts                | 454      | La Massana          |
| 12.  | Escaldes-Engordany  | 14 002   | Escaldes-Engordany  |
| 13.  | Incles              | 379      | Canillo             |
| 14.  | La Cortinada        | 808      | Ordino              |
| 15.  | La Massana          | 5 037    | La Massana          |
| 16.  | Les Bons            | 1 095    | Encamp              |
| 17.  | Ordino              | 2 993    | Ordino              |
| 18.  | Pal                 | 250      | La Massana          |
| 19.  | Pas de la Casa      | 2 434    | Encamp              |
| 20.  | Sant Julià de Lòria | 7 652    | Sant Julià de Lòria |
| 21.  | Santa Coloma        | 2 995    | Andora              |
| 22.  | Sispony             | 1 049    | La Massana          |
| 23.  | Soldeu              | 602      | Canillo             |
| 24.  | Vila                | 1 039    | Encamp              |